# Monika (Schiff, 1912)
Monika war der erste Name eines Fahrgastschiffes, das ab 1972 als Restaurant verwendet und 2010 durch einen Brand zerstört wurde.

## Geschichte
Die Monika wurde auf der Rummelsburger Anker-Werft gebaut und war von 1912 bis 1919 im Besitz der Gebrüder Golland in Maltsch an der Oder. Danach ging sie ohne Namenswechsel in die Hände von Carl und Georg Bergmann in Halle über. 1937 erfolgte ein Totalumbau; das Schiff wurde nun auf den Namen Heimatland getauft, fuhr aber weiter für die Bergmann-Linie. Von 1947 bis 1957 trug es die DDR-Registriernummer 3-139, danach bis 1972 die Nummer P-706. Das Schiff war für die Beförderung von 330 Fahrgästen zugelassen.
1971 wurde die Heimatland als stationäres Gaststättenschiff unterhalb der Burg Giebichenstein festgemacht. Im Jahr darauf aber wurde das Schiff aus dem Wasser geholt und als Restaurant Piratennest in Halle-Neustadt bei den Angersdorfer Teichen weitergenutzt. Eigentümerin war nun die HO Halle. 1990 wurde das Schiff bzw. die Gaststätte in Paloma umbenannt. Besitzer war nun H. Kreitel. Offenbar wechselte der Name später wieder zu Piratennest zurück. 
Am 14. Februar 2010 wurde der Betreiber der Gaststätte tot aufgefunden. Er war kopfüber in einem Versorgungsschacht steckengeblieben. Danach wurde das ehemalige Fahrgastschiff nicht mehr als Gaststätte genutzt. In den nachfolgenden Monaten fiel das Piratennest dem Vandalismus anheim, der in einer Brandstiftung im März 2011 gipfelte. Das Schiff brannte aus; seine Überreste wurden später entfernt.